# منتخب الهند تحت 19 سنة للكريكت
منتخب الهند الوطني للكريكت تحت 19 سنة هو ممثل الرسمي في المنافسات الدولية في الكريكت . تأسس في 1979.